# Hellerud
Hellerud är en tätort i Lillestrøms kommun i Akershus fylke i sydöstra Norge. Orten ligger vid fylkesväg 22, väster om Europaväg 6.